# Lajosvölgy
Lajosvölgy (románul: Huta-Certeze) falu Romániában, Szatmár megyében.

## Fekvése
Az Avasi-medence keleti részén, az Avas-hegység lábainál, a Huta-hágó délnyugati végén, Avasfelsőfalutól 6 km-re északkeletre, a Valea Rea folyó partján fekszik.